# Linum smithii
Linum smithii är en linväxtart som beskrevs av Mildner. Linum smithii ingår i släktet linsläktet, och familjen linväxter. Inga underarter finns listade i Catalogue of Life.